# Diagnózis (regény)
A Diagnózis Antal József science fiction regénye, amely 2006-ban jelent meg az Agenda Kiadó gondozásában.
A könyv cselekménye a 26. század elképzelt disztópiájában játszódik.

## Cselekménye
A 26. század túlnépesedéstől fuldokló Földjén évszázadok óta halálos bűnnek számít a betegség, és szigorú szabályok határozzák meg, meddig élhet egy ember. A társadalom vezető csoportja, az orvosok, a gyors halál biztosítására tesznek morbid „Hippokratészi” esküt. A regény fehérköpenyes hőse, Phyl Macao, lélegzetelállító és egyben meghökkentő kalandok sokaságán keresztül jut el önzésének szűkre szabott korlátaiból egészen a… csillagos égig. Mert a túlnépesedés csökkentését még erőszakos módszerekkel is elérni képtelen, de hatalmához a végletekig ragaszkodó orvosi kaszt elől a menekülésnek csak egy útját látja: benépesíthető új világok meghódítását. A lakosság könyörtelen dezinficiálásán, érzelmes szerelmeken és izgalmas cyberkalandokon keresztül vezet a jobb életet keresők útja az ígéret csillaga felé.

## Folytatás
A regény története lezáratlan. A folytatás a disztópia feloldását, a főhős és a társadalom felszabadulását mondja el.

## Díj
Antal József Diagnózis című regénye 2007-ben megkapta a magyar sci-fi irodalom legmagasabb elismerését, a Zsoldos Péter-díjat.